# کاکتوس قلنبه
کاکتوس قلنبه (نام علمی: Ortegocactus) نام یک سرده از تبار کاکتوسی‌تباران است.